# Breungenborn
Breungenborn ist eine Wüstung im Nordwesten des Truppenübungsplatzes Baumholder. Nachdem das kleine Dorf 1933 hundert Einwohner zählte, wurde es in den folgenden Jahren aufgegeben.
Breungenborn lag nahe der Quelle des Reichenbach und ist 1570 als „Breingenborn“, in späteren Dokumenten als „Breunchenborn“ belegt. Der Ort gehörte anfangs zum wildgräflichen Hochgericht auf der Heide mit dem Verwaltungssitz in Sien. 1418 wurde Breungenborn von der Herrschaft Oberstein angekauft, die 1766 an Kurtrier zurückfiel.
Breungenborn war teilweise der evangelischen Kirchengemeinde Baumholder zugeordnet, teilweise Oberstein: Zwei Häuser der Gemeinde zählten zum zweibrückischen Amt und damit zum evangelischen Kirchspiel Baumholder, alle anderen Gebäude zur evangelischen Pfarrerei Oberstein. Die Bevölkerung war allerdings, für die Region untypisch, überwiegend katholisch und gehörte daher zu der 1684 wieder errichteten katholischen Pfarrerei Oberstein.
Unter der französischen Administration gehörte Breungenborn zur Mairie und Kanton Baumholder. Dieser Verwaltungssitz blieb über alle Veränderungen der politischen Struktur bis zur Auflösung der Gemeinde im Jahre 1938 bestehen.
Der Breungenborner Ortsteil Leitersthal lag im Nordwesten des Gemeindegebietes und bestand aus zwei Höfen.
Die frühere Gemarkung von Breungenborn gehört seit 1994 zur Stadt Idar-Oberstein, hart an der Grenze zum Stadtgebiet Baumholder.